# 天蝎座V957
天蝎座V957，又名CD-3412165，HD 162374、SAO 209383、HR 6647，是天蝎座的一颗恒星，视星等为5.9，位于銀經355.69，銀緯-4.22，其B1900.0坐标为赤經17h 45m 33.5s，赤緯-34° -4.22′ 19″。